# Svinica Krstinjska
Svinica Krstinjska is een plaats in de gemeente Vojnić in de Kroatische provincie Karlovac. De plaats telt 322 inwoners (2001).